# Zijdesifaka
De zijdesifaka (Propithecus candidus) is een dagactieve zoogdier uit het geslacht van de sifaka's (Propithecus). Dit is een van de drie geslachten uit de familie van de indriachtigen (Indriidae). De wetenschappelijke naam van de soort werd voor het eerst geldig gepubliceerd door Alfred Grandidier in 1871. De zijdesifaka onderscheidt zich van andere indriachtigen door zijn vrijwel geheel witte vacht.

## Taxonomie
De wetenschappelijke naam van de soort werd voor het eerst geldig gepubliceerd door Alfred Grandidier in 1871. De soortaanduiding candidus betekent 'wit' in het Latijn, het taxonomisch synoniem sericeus is gelatiniseerd Grieks voor 'zijde'.
Lange tijd werd de zijdesifaka beschouwd als een ondersoort van de diadeemsifaka. Een studie in 2004 wees uit dat de soorten genetisch sterk verschillen. Na een aantal observaties in het wild kreeg de zijdesifaka in 2007 de soortstatus.

## Uiterlijke kenmerken
De zijdesifaka is een van de grootste sifaka's. Een volwassen exemplaar heeft een totale lichaamslengte van 93 tot 105 centimeter, inclusief de staart die 45 tot 51 centimeter lang wordt, en een gewicht tussen de 5 en 6,5 kilogram.

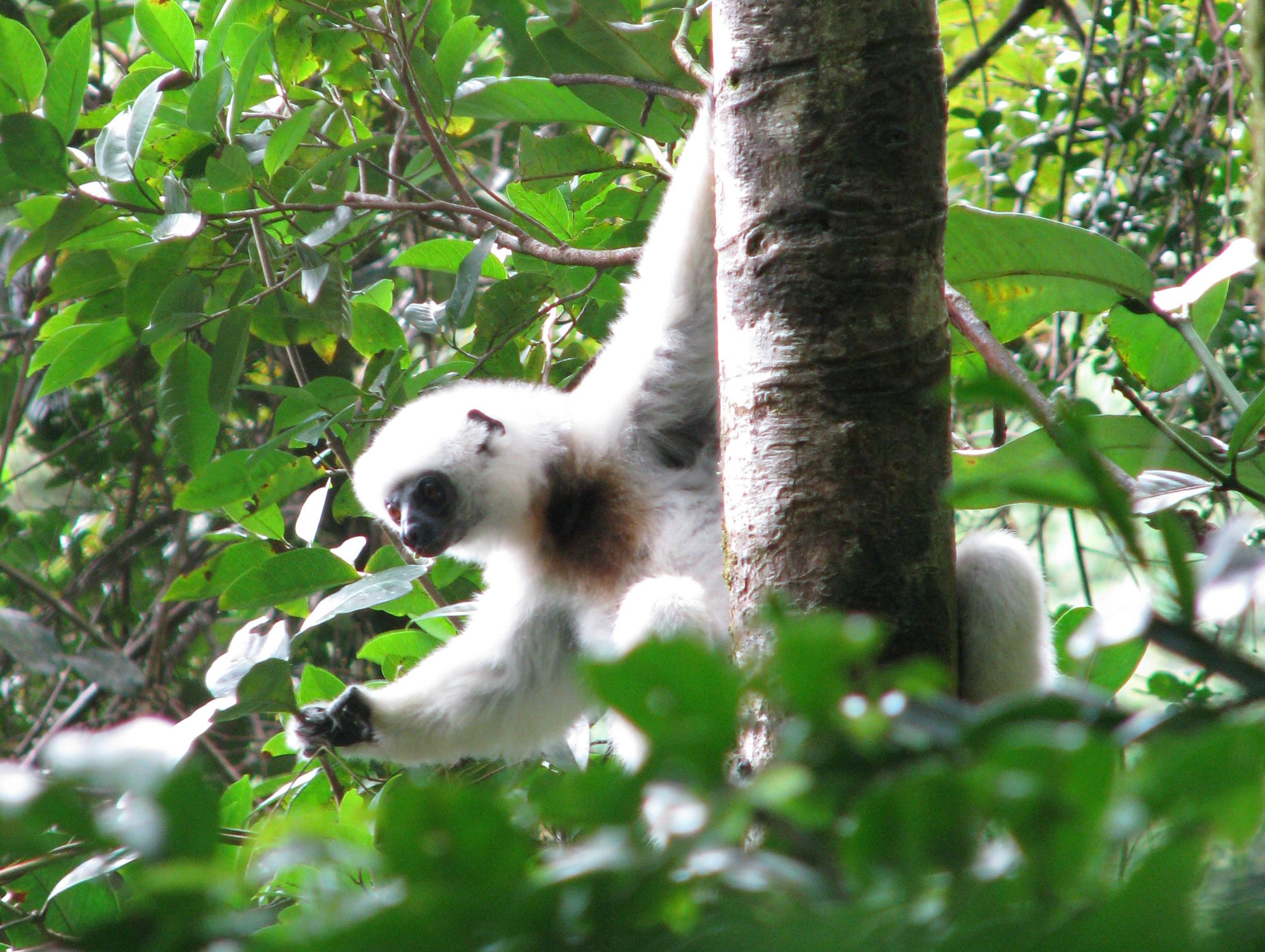
Donkerrode vlek op de borst van een mannetje
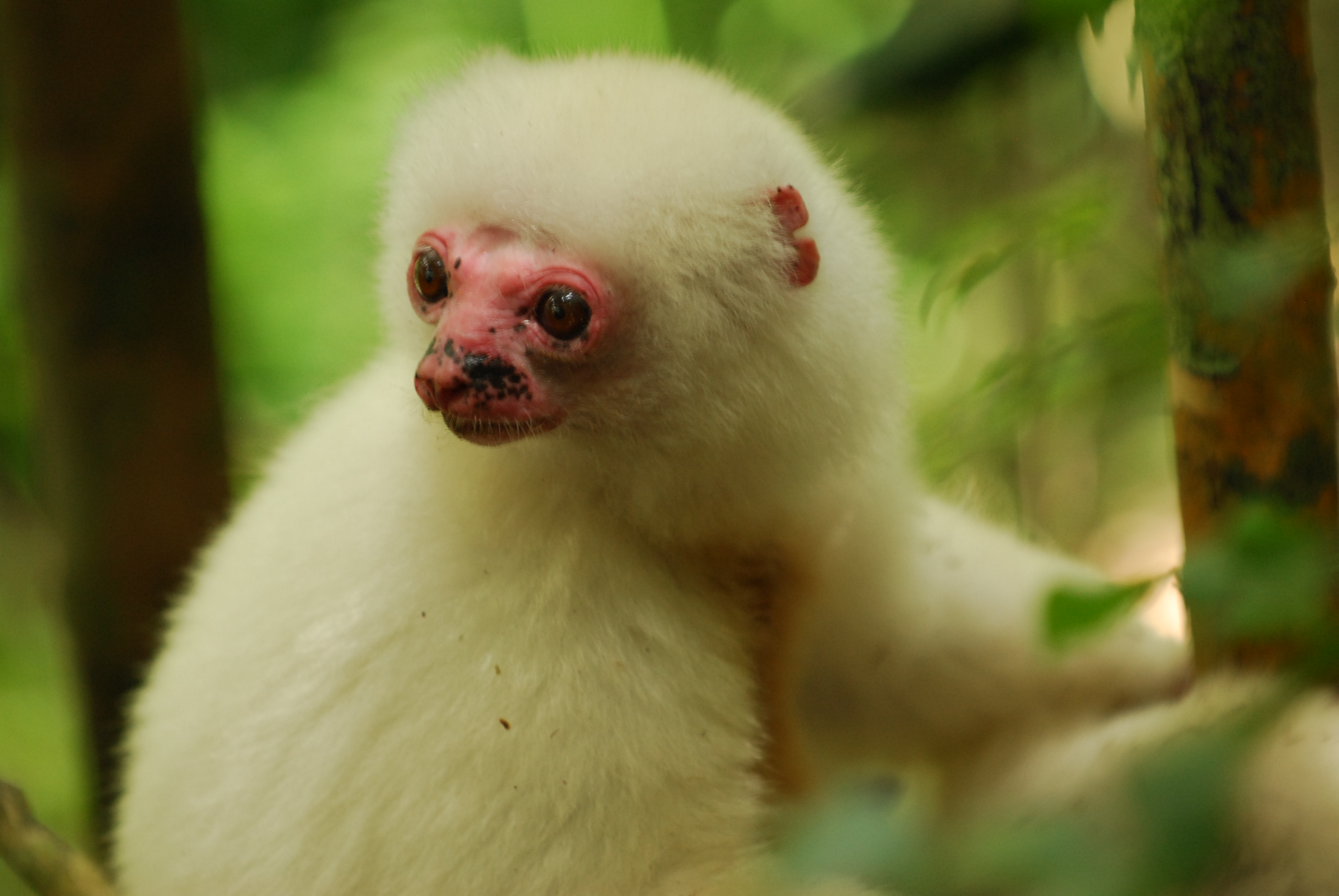
Roze vlekken op het gezicht van een volwassen zijdesifaka
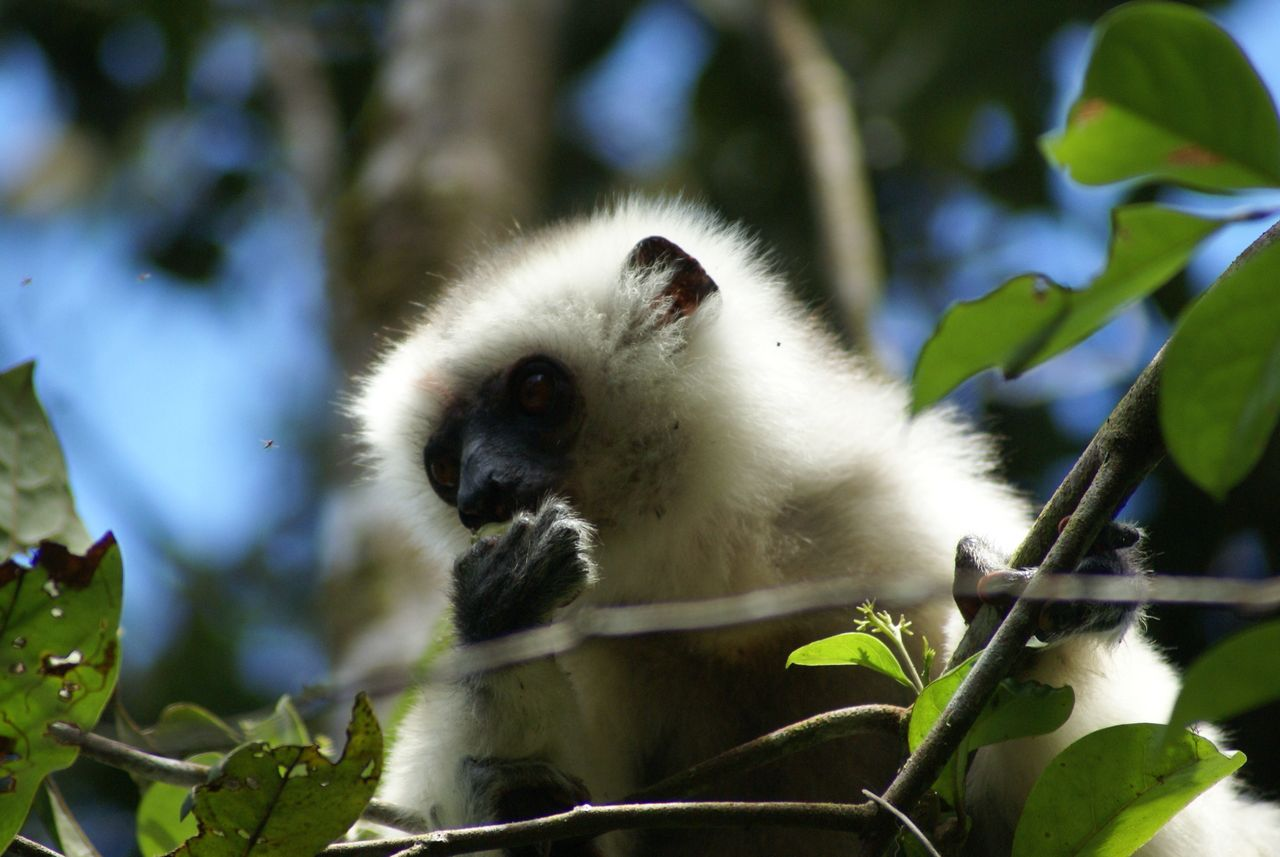
Gezicht van een juveniel

De lange zijdeachtige haren van de zijdesifaka zijn melkwit, soms met zilvergrijze plekken op de rug, kruin en ledematen. Deze witte vacht bezorgde het dier de bijnaam 'engel van het bos'. Rond de basis van de staart is de vacht af en toe geel gekleurd. Mannetjes zijn bovendien te herkennen aan een donkerrode vlek op de borst, veroorzaakt door de geurklier. Tijdens het paarseizoen spreidt deze vlek uit over de gehele borst, tot aan de buik. Het onbehaarde gezicht is donkergekleurd bij de juveniels. De iris van het oog is roodoranje van kleur. Naarmate het dier ouder wordt, verschijnen er roze vlekken in het gezicht, totdat deze uiteindelijk vrijwel volledig roze is.
Net als alle lemuren heeft de zijdesifaka een tandenkam die dient om de vacht te verzorgen of vruchtvlees van een pit te schrapen.

## Leefwijze en gedrag
De zijdesifaka leeft in matriarchale groepen van twee tot negen individuen, waarbij de verhouding tussen het aantal mannetjes en vrouwtjes sterk varieert. De omvang van de leefomgeving van een groep varieert tussen de 0,75 en 1,05 hectare.
Gemiddeld besteedt een zijdesifaka 44,4 procent van de dag aan rusten en 16,0 procent aan eten. Sociale bezigheden zoals spelen, elkaars vacht verzorgen en dergelijke beslaat 16,8 procent van de dag. De overgebleven 22,8 procent wordt besteed aan reizen en voedsel zoeken. Een groep kan tot 700 meter op een dag afleggen.
Zijdesifaka's in een groep onderhouden sterke sociale banden. Het vrouwtjes is niet opvallend dominant. Alleen bij het reizen en zoeken naar voedsel nemen de vrouwtjes duidelijk de leiding en hebben zij de eerste keus.

### Communicatie
'Sifaka' is de naam die de Malagassiërs het dier hebben gegeven, afgeleid van het karakteristieke 'shif-auk'-geluid dat sifaka's maken wanneer ze soortgenoten waarschuwen voor gevaar. De zijdesifaka gebruikt naast dit signaal nog een ander waarschuwingssignaal, zoals een soort genies dat klinkt als 'zzuss'. Bij gevaar vanuit de lucht laat de zijdesifaka een hysterisch gebrul horen. Als een zijdesifaka contact zoekt met zijn soortgenoten laat hij een 'hum' of 'mum' horen en wanneer een mannetje zijn onderdanigheid wil tonen tegenover een vrouwtje laat hij een zacht gebrabbel horen.
Een andere vorm van communiceren is het achterlaten van geursporen. Mannetjes hebben een talgproducerende geurklier op de borst en beide seksen hebben geurklieren naast hun geslachtsdelen. Deze klieren worden gebruikt in de paringstijd; de vrouwtjes gebruiken geursporen om aan te geven dat ze geslachtsrijp zijn en de mannetjes gebruiken daarop hun geursporen om die van de vrouwtjes te camoufleren. Op deze manier verminderen ze de concurrentie. Verder wordt urine gebruikt om het territorium af te bakenen. Af en toe bewerkt het mannetje eerst de boombast met zijn tanden voordat hij zijn geur afgeeft.

### Voedsel
De zijdesifaka is een herbivoor en leeft voornamelijk van fruit, bladen en zaden (circa 75%), maar ook bloemen, boombast en modder. Een observatie van twee maanden heeft uitgewezen dat de zijdesifaka 76 verschillende plantensoorten eet. Hij begint de dag met het zoeken naar voedsel. Na het eten wordt er gerust, zodat het voedsel de tijd krijgt om te verteren.

## Voortplanting
Een vrouwtje is slechts op een dag in het jaar vruchtbaar, in de periode tussen november en januari. In juni of juli wordt één enkel jong geboren. Direct na de geboorte grijpt het jong zich vast aan de buik van de moeder. Na verloop van tijd wordt hij daar te zwaar voor en verhuist hij naar zijn moeders rug. De moeder is niet de enige die voor het jong zorgt; alle leden van de groep spelen met het jong en helpen de moeder het jong te dragen en te verzorgen. Gewoonlijk krijgt een vrouwtje elke twee jaar een jong.

## Verspreiding en habitat

Verspreidingsgebied

Zoals alle lemuren is de zijdesifaka endemisch in Madagaskar. Ze komen enkel in het noordoosten van de tropische oerbossen in Sava voor, een regio in het noorden van Madagaskar. Gebieden gelegen tussen de 700 en 1.875 meter boven zeeniveau hebben hun voorkeur. De exacte grenzen van hun habitat zijn niet bekend; in elk geval komen ze voor in het gebied tussen het Marojejymassief in het noorden en de rivier de Antainambalana in het zuiden. De zijdesifaka komt het meeste voor in Nationaal park Marojejy en het Anjanaharibe-Sudreservaat, hoewel zelfs daar slechts in kleine aantallen. Buiten deze parken zijn zijdesifaka's waargenomen in Antohaka Lava en Maherivaratra. De totale oppervlakte van het leefgebied wordt geschat op maximaal 2.250 vierkante kilometer, dit is aanzienlijk kleiner dan die van andere sifaka's.

### Bedreiging en conservatie
Kaarten van Alfred Grandidier en zijn collega Henri Milne-Edwards uit de 19e eeuw tonen aan dat de habitat van de zijdesifaka tegenwoordig flink in omvang is afgenomen. Volgens een schatting van het IUCN leven er nog slechts 1000 zijdesifaka's in het wild, waarvan 250 volwassen exemplaren. IUCN heeft de soort daarom opgenomen op de Rode Lijst van de IUCN als een van de 25 meest bedreigde primaten. De voornaamste oorzaken van de achteruitgang zijn bosbranden en illegale houtkap. Bovendien wordt op de zijdesifaka gejaagd door fossa's en de inheemse bevolking.
Door uitbreiding van het Anjanaharibe-Sudreservaat en educatieprojecten voor de lokale bevolking probeert de regering in samenwerking met buitenlandse instanties als het Duke Lemur Center verdere achteruitgang tegen te gaan.